# Composition des équipes au Championnat d'Europe féminin de volley-ball 2013

## Allemagne
| No                                         | Nom                                        | Date de naissance                          | Taille | Poids | Poste                        | Club                         |
| ------------------------------------------ | ------------------------------------------ | ------------------------------------------ | ------ | ----- | ---------------------------- | ---------------------------- |
| 1                                          | Lenka Dürr                                 | 10 décembre 1990                           | 171    | 59    | Libero                       | İqtisadçı Baku               |
| 2                                          | Kathleen Weiß                              | 2 février 1984                             | 171    | 66    | Passeuse                     | Volley Bergamo               |
| 3                                          | Denise Hanke                               | 31 août 1989                               | 179    | 58    | Passeuse                     | Eczacıbaşı Istambul          |
| 4                                          | Maren Brinker                              | 10 juillet 1986                            | 184    | 68    | Réceptionneuse-attaquante    | Impel Wrocław                |
| 5                                          | Anja Brandt                                | 15 février 1990                            | 195    | 77    | Centrale                     | Schweriner SC                |
| 6                                          | Jennifer Geerties                          | 5 avril 1994                               | 186    | 58    | Réceptionneuse-attaquante    | Rote Raben Vilsbiburg        |
| 7                                          | Jana Franziska Poll                        | 7 mai 1988                                 | 184    | 69    | Réceptionneuse-attaquante    | Schweriner SC                |
| 9                                          | Corina Ssuschke-Voigt                      | 9 mai 1983                                 | 189    | 75    | Centrale                     | Lokomotiv VK                 |
| 11                                         | Christiane Fürst                           | 29 mars 1985                               | 192    | 76    | Centrale                     | Vakıfbank Sport Kulübü       |
| 12                                         | Heike Beier                                | 9 décembre 1983                            | 184    | 73    | Réceptionneuse-attaquante    | BKS Aluprof Bielsko-Biała    |
| 13                                         | Saskia Hippe                               | 16 janvier 1991                            | 185    | 76    | Attaquante                   | Schweriner SC                |
| 14                                         | Margareta Kozuch                           | 30 octobre 1986                            | 187    | 70    | Attaquante                   | Futura Volley Busto Arsizio  |
| 15                                         | Lisa Thomsen                               | 20 août 1985                               | 172    | 68    | Libero                       | Schweriner SC                |
| 20                                         | Lisa Izquierdo                             | 29 août 1994                               | 178    | 78    | Réceptionneuse-attaquante    | Dresdner SC                  |
|                                            |                                            |                                            |        |       |                              |                              |
| Encadrement technique                      | Encadrement technique                      |                                            |        |       | Légende                      | Légende                      |
| Entraîneur : Giovanni Guidetti             | Entraîneur : Giovanni Guidetti             | Entraîneur : Giovanni Guidetti             |        |       | : Capitaine                  | : Capitaine                  |
| Entraîneur(s) adjoint(s) : Felix Koslowski | Entraîneur(s) adjoint(s) : Felix Koslowski | Entraîneur(s) adjoint(s) : Felix Koslowski |        |       | : Joueur blessé actuellement | : Joueur blessé actuellement |

## Azerbaïdjan
| No                                               | Nom                                              | Date de naissance                                | Taille | Poids | Poste                        | Club                         |
| ------------------------------------------------ | ------------------------------------------------ | ------------------------------------------------ | ------ | ----- | ---------------------------- | ---------------------------- |
| 2                                                | Kseniya Kovalenko                                | 21 novembre 1986                                 | 190    | 78    | Centrale                     | Azerrail Bakou               |
| 3                                                | Anastasiya Gurbanova                             | 4 décembre 1989                                  | 188    | 73    | Réceptionneuse-attaquante    | VK Bakı                      |
| 5                                                | Odina Aliyeva                                    | 22 mai 1990                                      | 183    | 74    | Attaquante                   | Azerrail Bakou               |
| 6                                                | Ayshan Abdulazimova                              | 11 avril 1993                                    | 184    | 65    | Centrale                     | Lokomotiv VK                 |
| 7                                                | Yelena Parxomenko                                | 11 septembre 1982                                | 186    | 71    | Centrale                     | VK Bakı                      |
| 8                                                | Natavan Gasimova                                 | 8 juillet 1985                                   | 177    | 61    | Passeuse                     | VK Bakı                      |
| 9                                                | Natalya Mammadova                                | 2 décembre 1984                                  | 195    | 78    | Réceptionneuse-attaquante    | Omichka Omsk                 |
| 12                                               | Valeriya Korotenko                               | 29 janvier 1984                                  | 174    | 62    | Libero                       | Azerrail Bakou               |
| 15                                               | Aynur Karimova                                   | 7 décembre 1988                                  | 186    | 71    | Centrale                     | VK Bakı                      |
| 16                                               | Oksana Kiselyova                                 | 30 mai 1992                                      | 176    | 64    | Attaquante                   | VK Bakı                      |
| 17                                               | Polina Rahimova                                  | 5 juin 1990                                      | 198    | 81    | Réceptionneuse-attaquante    | Azerrail Bakou               |
| 18                                               | Shafagat Habibova                                | 3 août 1991                                      | 178    | 62    | Passeuse                     | VK Bakı                      |
|                                                  |                                                  |                                                  |        |       |                              |                              |
| Encadrement technique                            | Encadrement technique                            |                                                  |        |       | Légende                      | Légende                      |
| Entraîneur : Faig Garayev                        | Entraîneur : Faig Garayev                        | Entraîneur : Faig Garayev                        |        |       | : Capitaine                  | : Capitaine                  |
| Entraîneur(s) adjoint(s) : Aleksandr Tchervïakov | Entraîneur(s) adjoint(s) : Aleksandr Tchervïakov | Entraîneur(s) adjoint(s) : Aleksandr Tchervïakov |        |       | : Joueur blessé actuellement | : Joueur blessé actuellement |

## Belgique
| No                                       | Nom                                      | Date de naissance                        | Taille | Poids | Poste                        | Club                                   |
| ---------------------------------------- | ---------------------------------------- | ---------------------------------------- | ------ | ----- | ---------------------------- | -------------------------------------- |
| 1                                        | Nina Coolman                             | 25 janvier 1991                          | 180    |       | Réceptionneuse-attaquante    | Union Stade français-Saint-Cloud Paris |
| 2                                        | Britt Ruysschaert                        | 27 mai 1994                              | 174    |       | Libero                       | Asterix Kieldrecht                     |
| 3                                        | Frauke Dirickx                           | 3 janvier 1980                           | 185    |       | Passeuse                     | Impel Wrocław                          |
| 4                                        | Valérie Courtois                         | 1er novembre 1990                        | 172    |       | Libero                       | VC Oudegem                             |
| 5                                        | Laura Heyrman                            | 17 mai 1993                              | 186    |       | Centrale                     | LJ Volley Modena                       |
| 6                                        | Charlotte Leys                           | 18 mars 1989                             | 186    |       | Réceptionneuse-attaquante    | Atom Trefl Sopot                       |
| 9                                        | Freya Aelbrecht                          | 10 février 1990                          | 186    |       | Centrale                     | RC Cannes                              |
| 10                                       | Lise Van Hecke                           | 1er juillet 1992                         | 187    |       | Attaquante                   | River Volley Piacenza                  |
| 11                                       | Els Vandesteene                          | 30 mai 1987                              | 186    |       | Réceptionneuse-attaquante    | Volley-Ball Nantes                     |
| 12                                       | Angie Bland                              | 26 avril 1984                            | 182    |       | Centrale                     | Volley-Ball Nantes                     |
| 14                                       | Hélène Rousseaux                         | 25 septembre 1991                        | 188    |       | Réceptionneuse-attaquante    | LJ Volley Modena                       |
| 16                                       | Jasmien Biebauw                          | 23 septembre 1990                        | 180    |       | Passeuse                     | VC Oudegem                             |
| 17                                       | Ilka Van de Vyver                        | 26 janvier 1993                          | 170    |       | Passeuse                     | RC Cannes                              |
| 19                                       | Lore Gillis                              | 29 novembre 1988                         | 188    |       | Attaquante                   | VC Oudegem                             |
|                                          |                                          |                                          |        |       |                              |                                        |
| Encadrement technique                    | Encadrement technique                    |                                          |        |       | Légende                      | Légende                                |
| Entraîneur : Gert Vande Broek            | Entraîneur : Gert Vande Broek            | Entraîneur : Gert Vande Broek            |        |       | : Capitaine                  | : Capitaine                            |
| Entraîneur(s) adjoint(s) : Kris Vansnick | Entraîneur(s) adjoint(s) : Kris Vansnick | Entraîneur(s) adjoint(s) : Kris Vansnick |        |       | : Joueur blessé actuellement | : Joueur blessé actuellement           |

## Biélorussie
| No                                          | Nom                                         | Date de naissance                           | Taille | Poids | Poste                        | Club                            |
| ------------------------------------------- | ------------------------------------------- | ------------------------------------------- | ------ | ----- | ---------------------------- | ------------------------------- |
| 1                                           | Marina Tumas                                | 17 septembre 1984                           | 188    |       | Attaquante                   | Beşiktaş Istambuł               |
| 2                                           | Volha Palcheuskaya                          | 6 décembre 1984                             | 183    | 73    | Passeuse                     | Lokomotiv VK                    |
| 4                                           | Hanna Kalinouskaya                          | 17 mai 1985                                 | 189    |       | Centrale                     | VfB Suhl                        |
| 5                                           | Vera Klimovich                              | 29 avril 1988                               | 185    |       | Centrale                     | Impel Wrocław                   |
| 6                                           | Anastasiya Harelik                          | 20 mars 1991                                | 185    | 74    | Réceptionneuse-attaquante    | VK Khimik Youjne                |
| 7                                           | Anna Shevchenko                             | 14 janvier 1979                             | 186    |       | Centrale                     | Minchtanka Minsk                |
| 9                                           | Natallia Tsupranava                         | 28 juillet 1988                             | 182    |       | Passeuse                     | Nioman Grodno                   |
| 10                                          | Volha Pauliukouskaya                        | 13 juillet 1988                             | 171    |       | Libero                       | AZS Politechnika Śląska Gliwice |
| 12                                          | Nadzeya Malasai                             | 14 décembre 1990                            | 182    | 72    | Réceptionneuse-attaquante    | Proton Balakovo                 |
| 13                                          | Viktoryia Yemialyanchyk                     | 30 janvier 1989                             | 183    |       | Attaquante                   | Żetysu                          |
| 14                                          | Alena Burak                                 | 3 juillet 1993                              | 177    |       | Libero                       | Minchtanka Minsk                |
| 15                                          | Tatsiana Markevitch                         | 25 mars 1988                                | 185    |       | Réceptionneuse-attaquante    | VK AGEL Prostějov               |
| 16                                          | Anzhelika Barysevich                        | 20 juillet 1995                             | 192    |       | Centrale                     | Nioman Grodno                   |
| 4                                           | Kristina Mikhailenko                        | 23 mars 1992                                | 170    |       | Attaquante                   | LTS Legionovia Legionowo        |
|                                             |                                             |                                             |        |       |                              |                                 |
| Encadrement technique                       | Encadrement technique                       |                                             |        |       | Légende                      | Légende                         |
| Entraîneur : Viktar Hancharou               | Entraîneur : Viktar Hancharou               | Entraîneur : Viktar Hancharou               |        |       | : Capitaine                  | : Capitaine                     |
| Entraîneur(s) adjoint(s) : Yauheni Antsypau | Entraîneur(s) adjoint(s) : Yauheni Antsypau | Entraîneur(s) adjoint(s) : Yauheni Antsypau |        |       | : Joueur blessé actuellement | : Joueur blessé actuellement    |

## Bulgarie
| No                                    | Nom                                   | Date de naissance                     | Taille | Poids | Poste                        | Club                               |
| ------------------------------------- | ------------------------------------- | ------------------------------------- | ------ | ----- | ---------------------------- | ---------------------------------- |
| 1                                     | Diana Nenova                          | 16 avril 1985                         | 180    | 65    | Passeuse                     | CS Dinamo Bucarest                 |
| 2                                     | Desislava Nikolova                    | 21 décembre 1991                      | 184    | 68    | Réceptionneuse-attaquante    | Halkbank                           |
| 4                                     | Lora Kitipova                         | 19 mai 1991                           | 182    | 68    | Passeuse                     | Azerrail Bakou                     |
| 5                                     | Dobriana Rabadzhieva                  | 14 juin 1991                          | 190    | 72    | Réceptionneuse-attaquante    | Galatasaray Istambul               |
| 6                                     | Tsvetelina Zarkova                    | 18 décembre 1986                      | 187    | 69    | Centrale                     | CS Dinamo Bucarest                 |
| 7                                     | Gabriela Koeva                        | 25 juillet 1989                       | 188    | 66    | Centrale                     | Atom Trefl Sopot                   |
| 11                                    | Hristina Ruseva                       | 1er octobre 1990                      | 190    | 77    | Centrale                     | LJ Volley                          |
| 12                                    | Mariya Karakasheva                    | 27 octobre 1988                       | 182    | 65    | Réceptionneuse-attaquante    | CS Dinamo Bucarest                 |
| 13                                    | Mariya Filipova                       | 10 septembre 1982                     | 178    | 68    | Libero                       | Lokomotiv VK                       |
| 14                                    | Slavina Koleva                        | 22 novembre 1986                      | 183    | 63    | Réceptionneuse-attaquante    | CSKA Sofia                         |
| 15                                    | Zhana Todorova                        | 6 janvier 1997                        | 170    | 55    | Libero                       | VK Maritsa                         |
| 16                                    | Elitsa Vasileva                       | 13 mai 1990                           | 190    | 73    | Réceptionneuse-attaquante    | Incheon Heungkuk Life Pink Spiders |
| 17                                    | Strashimira Filipova                  | 18 août 1985                          | 196    | 76    | Centrale                     | Fakel Novy Ourengoï                |
| 18                                    | Emiliya Nikolova                      | 26 décembre 1991                      | 188    | 59    | Attaquante                   | Imoco Volley                       |
|                                       |                                       |                                       |        |       |                              |                                    |
| Encadrement technique                 | Encadrement technique                 |                                       |        |       | Légende                      | Légende                            |
| Entraîneur : Marcello Abbondanza      | Entraîneur : Marcello Abbondanza      | Entraîneur : Marcello Abbondanza      |        |       | : Capitaine                  | : Capitaine                        |
| Entraîneur(s) adjoint(s) : Dimo Tonev | Entraîneur(s) adjoint(s) : Dimo Tonev | Entraîneur(s) adjoint(s) : Dimo Tonev |        |       | : Joueur blessé actuellement | : Joueur blessé actuellement       |

## Croatie
| No                                          | Nom                                         | Date de naissance                           | Taille | Poids | Poste                        | Club                         |
| ------------------------------------------- | ------------------------------------------- | ------------------------------------------- | ------ | ----- | ---------------------------- | ---------------------------- |
| 1                                           | Senna Ušić-Jogunica                         | 14 mai 1986                                 | 188    | 80    | Réceptionneuse-attaquante    | Eczacıbaşı Istambul          |
| 2                                           | Ana Grbac                                   | 23 mars 1988                                | 187    | 82    | Passeuse                     | Futura Volley Busto Arsizio  |
| 6                                           | Mira Topić                                  | 2 juin 1983                                 | 189    | 75    | Réceptionneuse-attaquante    | Tioumen Tourgut              |
| 7                                           | Bernarda Ćutuk                              | 22 décembre 1990                            | 188    | 80    | Centrale                     | SC Potsdam                   |
| 8                                           | Mia Jerkov                                  | 5 décembre 1982                             | 190    | 71    | Réceptionneuse-attaquante    | Bursa Büyükşehir Belediyesi  |
| 10                                          | Ivana Miloš                                 | 7 mars 1986                                 | 188    | 71    | Centrale                     | AGIL Volley Novare           |
| 11                                          | Sanja Popović                               | 31 mai 1984                                 | 186    | 80    | Attaquante                   | Dinamo Moscou                |
| 13                                          | Samanta Fabris                              | 8 décembre 1992                             | 190    | 80    | Centrale                     | LJ Volley                    |
| 15                                          | Bernarda Brčić                              | 12 mai 1991                                 | 190    | 78    | Passeuse                     | Robur Tiboni Volley Urbino   |
| 16                                          | Martina Malević                             | 7 décembre 1990                             | 170    | 66    | Libero                       | Lokomotiv VK                 |
| 17                                          | Jelena Alajbeg                              | 1er octobre 1989                            | 183    | 82    | Attaquante                   | İlbank Ankara                |
| 18                                          | Maja Poljak                                 | 2 mai 1983                                  | 194    | 82    | Centrale                     | Eczacıbaşı Istambul          |
|                                             |                                             |                                             |        |       |                              |                              |
| Encadrement technique                       | Encadrement technique                       |                                             |        |       | Légende                      | Légende                      |
| Entraîneur : Igor Lovrinov                  | Entraîneur : Igor Lovrinov                  | Entraîneur : Igor Lovrinov                  |        |       | : Capitaine                  | : Capitaine                  |
| Entraîneur(s) adjoint(s) : Marijo Bašelović | Entraîneur(s) adjoint(s) : Marijo Bašelović | Entraîneur(s) adjoint(s) : Marijo Bašelović |        |       | : Joueur blessé actuellement | : Joueur blessé actuellement |

## Espagne
| No                                        | Nom                                       | Date de naissance                         | Taille | Poids | Poste                        | Club                          |
| ----------------------------------------- | ----------------------------------------- | ----------------------------------------- | ------ | ----- | ---------------------------- | ----------------------------- |
| 1                                         | Rocío Gómez Lopez                         | 30 décembre 1987                          | 189    |       | Attaquante                   | Oxyjeunes Farciennes          |
| 2                                         | Silvia Araco                              | 12 août 1989                              | 170    |       | Passeuse                     | Club Voleibol Haro            |
| 3                                         | Marisa Fernández                          | 6 septembre 1982                          | 178    |       | Centrale                     | AEK Athènes                   |
| 5                                         | Milagros Collar                           | 15 avril 1988                             | 184    |       | Attaquante                   | CS Volei Alba-Blaj            |
| 6                                         | Anna Mirtha Correa                        | 19 janvier 1985                           | 187    |       | Centrale                     | Hainaut Volley                |
| 8                                         | Diana Sánchez                             | 7 mars 1977                               | 181    |       | Réceptionneuse-attaquante    | Club Voleibol J.A.V. Olímpico |
| 9                                         | Patricia Aranda                           | 27 juin 1979                              | 182    |       | Passeuse                     | Béziers Volley                |
| 10                                        | Diana Castaño                             | 5 avril 1983                              | 170    |       | Libero                       | Dauphines Charleroi           |
| 11                                        | Encarnación García Bonilla                | 4 octobre 1979                            | 181    |       | Centrale                     | Vóley Murcia                  |
| 15                                        | Mireya Delgado                            | 5 novembre 1991                           | 180    |       | Réceptionneuse-attaquante    | Club Voleibol Alcobendas      |
| 16                                        | Jéssica Rivero                            | 15 mars 1995                              | 180    |       | Attaquante                   | SC Potsdam                    |
| 17                                        | María Segura                              | 10 juin 1992                              | 182    |       | Réceptionneuse-attaquante    | CVB Barça                     |
|                                           |                                           |                                           |        |       |                              |                               |
| Encadrement technique                     | Encadrement technique                     |                                           |        |       | Légende                      | Légende                       |
| Entraîneur : Francisco Hervás             | Entraîneur : Francisco Hervás             | Entraîneur : Francisco Hervás             |        |       | : Capitaine                  | : Capitaine                   |
| Entraîneur(s) adjoint(s) : Pascual Saurín | Entraîneur(s) adjoint(s) : Pascual Saurín | Entraîneur(s) adjoint(s) : Pascual Saurín |        |       | : Joueur blessé actuellement | : Joueur blessé actuellement  |

## France
| No                                         | Nom                                        | Date de naissance                          | Taille | Poids | Poste                        | Club                         |
| ------------------------------------------ | ------------------------------------------ | ------------------------------------------ | ------ | ----- | ---------------------------- | ---------------------------- |
| 1                                          | Myriam Kloster                             | 4 août 1989                                | 188    | 74    | Centrale                     | ES Le Cannet                 |
| 2                                          | Astrid Souply                              | 21 juillet 1993                            | 191    | 80    | Réceptionneuse-attaquante    | Hainaut Volley               |
| 4                                          | Christina Bauer                            | 1er janvier 1988                           | 196    | 85    | Centrale                     | Fenerbahçe İstanbul          |
| 7                                          | Alexandra Jupiter                          | 11 mars 1990                               | 190    |       | Attaquante                   | ES Le Cannet                 |
| 8                                          | Leyla Tuifua                               | 17 octobre 1986                            | 178    | 74    | Passeuse                     | VC Oudegem                   |
| 9                                          | Anna Rybaczewski                           | 23 mars 1982                               | 186    | 75    | Réceptionneuse-attaquante    | LTS Legionovia Legionowo     |
| 10                                         | Maëva Orlé                                 | 8 mai 1991                                 | 184    | 72    | Centrale                     | ES Le Cannet                 |
| 12                                         | Déborah Ortschitt                          | 10 juin 1987                               | 165    | 58    | Libero                       | RC Cannes                    |
| 14                                         | Mallory Steux                              | 24 octobre 1988                            | 171    | 62    | Passeuse                     | ES Le Cannet                 |
| 16                                         | Hélène Schleck                             | 13 mai 1986                                | 181    | 68    | Attaquante                   | Béziers Volley               |
| 17                                         | Élisabeth Fedèle                           | 11 janvier 1994                            | 175    | 70    | Réceptionneuse-attaquante    | ES Le Cannet                 |
| 18                                         | Alexandra Rochelle                         | 14 décembre 1983                           | 168    | 65    | Réceptionneuse-attaquante    | Béziers Volley               |
|                                            |                                            |                                            |        |       |                              |                              |
| Encadrement technique                      | Encadrement technique                      |                                            |        |       | Légende                      | Légende                      |
| Entraîneur : Fabrice Vial                  | Entraîneur : Fabrice Vial                  | Entraîneur : Fabrice Vial                  |        |       | : Capitaine                  | : Capitaine                  |
| Entraîneur(s) adjoint(s) : Philippe Salvan | Entraîneur(s) adjoint(s) : Philippe Salvan | Entraîneur(s) adjoint(s) : Philippe Salvan |        |       | : Joueur blessé actuellement | : Joueur blessé actuellement |

## Italie
| No                                         | Nom                                        | Date de naissance                          | Taille | Poids | Poste                        | Club                         |
| ------------------------------------------ | ------------------------------------------ | ------------------------------------------ | ------ | ----- | ---------------------------- | ---------------------------- |
| 1                                          | Indre Sorokaite                            | 2 juillet 1988                             | 188    | 84    | Réceptionneuse-attaquante    | Denso Airybees               |
| 2                                          | Cristina Barcellini                        | 20 novembre 1986                           | 183    | 78    | Réceptionneuse-attaquante    | Imoco Volley                 |
| 3                                          | Noemi Signorile                            | 15 février 1990                            | 182    | 74    | Passeuse                     | Robursport Pesaro            |
| 4                                          | Letizia Camera                             | 1er octobre 1992                           | 175    | 63    | Passeuse                     | Imoco Volley                 |
| 6                                          | Monica De Gennaro                          | 8 janvier 1987                             | 174    | 67    | Libero                       | Robursport Pesaro            |
| 7                                          | Martina Guiggi                             | 1er mai 1984                               | 188    | 69    | Centrale                     | Guangdong Evergrande         |
| 9                                          | Caterina Bosetti                           | 2 février 1994                             | 180    | 69    | Réceptionneuse-attaquante    | Osasco Voleibol Clube        |
| 10                                         | Raphaela Folie                             | 7 mars 1991                                | 186    | 82    | Centrale                     | Volley Bergamo               |
| 13                                         | Valentina Arrighetti                       | 26 janvier 1985                            | 189    | 73    | Centrale                     | Busto Arsizio                |
| 16                                         | Lucia Bosetti                              | 9 juillet 1989                             | 176    | 59    | Réceptionneuse-attaquante    | River Volley                 |
| 17                                         | Valentina Diouf                            | 10 janvier 1993                            | 202    | 89    | Attaquante                   | Volley Bergamo               |
| 18                                         | Carolina Costagrande                       | 10 janvier 1993                            | 188    | 80    | Attaquante                   | Vakıfbank Istanbul           |
| 19                                         | Cristina Chirichella                       | 10 février 1994                            | 195    | 73    | Centrale                     | Robursport Volley Pesaro     |
| 20                                         | Alessia Gennari                            | 3 novembre 1991                            | 184    | 68    | Réceptionneuse-attaquante    | Chieri Volley                |
|                                            |                                            |                                            |        |       |                              |                              |
| Encadrement technique                      | Encadrement technique                      |                                            |        |       | Légende                      | Légende                      |
| Entraîneur : Marco Mencarelli              | Entraîneur : Marco Mencarelli              | Entraîneur : Marco Mencarelli              |        |       | : Capitaine                  | : Capitaine                  |
| Entraîneur(s) adjoint(s) : Luca Cristofani | Entraîneur(s) adjoint(s) : Luca Cristofani | Entraîneur(s) adjoint(s) : Luca Cristofani |        |       | : Joueur blessé actuellement | : Joueur blessé actuellement |

## Pays-Bas
| No                                    | Nom                                   | Date de naissance                     | Taille | Poids | Poste                        | Club                         |
| ------------------------------------- | ------------------------------------- | ------------------------------------- | ------ | ----- | ---------------------------- | ---------------------------- |
| 2                                     | Femke Stoltenborg                     | 30 juillet 1991                       | 190    | 79    | Passeuse                     | Alemania Aachen              |
| 3                                     | Yvon Beliën                           | 28 décembre 1993                      | 188    | 70    | Centrale                     | Alemania Aachen              |
| 4                                     | Celeste Plak                          | 26 octobre 1995                       | 190    | 84    | Réceptionneuse-attaquante    | Alterno Apeldoorn            |
| 5                                     | Robin de Kruijf                       | 5 mai 1991                            | 193    | 79    | Centrale                     | River Volley Piacenza        |
| 6                                     | Maret Grothues                        | 16 septembre 1988                     | 180    | 68    | Réceptionneuse-attaquante    | RC Cannes                    |
| 7                                     | Quinta Steenbergen                    | 2 avril 1985                          | 189    | 74    | Centrale                     | VK AGEL Prostějov            |
| 8                                     | Judith Pietersen                      | 3 juillet 1989                        | 188    | 73    | Attaquante                   | Atom Trefl Sopot             |
| 11                                    | Anne Buijs                            | 2 février 1991                        | 191    | 75    | Réceptionneuse-attaquante    | Futura Volley Busto Arsizio  |
| 12                                    | Manon Flier                           | 8 février 1984                        | 192    | 70    | Attaquante                   | İqtisadçı Bakou              |
| 14                                    | Laura Dijkema                         | 18 février 1990                       | 184    | 73    | Passeuse                     | Halkbank Ankara              |
| 16                                    | Kim Renkema                           | 26 août 1987                          | 179    | 70    | Réceptionneuse-attaquante    | Minerva Volley Pavie         |
| 19                                    | Kirsten Knip                          | 14 septembre 1992                     | 176    | 73    | Libero                       | Sliedrecht Sport             |
|                                       |                                       |                                       |        |       |                              |                              |
| Encadrement technique                 | Encadrement technique                 |                                       |        |       | Légende                      | Légende                      |
| Entraîneur : Gido Vermeulen           | Entraîneur : Gido Vermeulen           | Entraîneur : Gido Vermeulen           |        |       | : Capitaine                  | : Capitaine                  |
| Entraîneur(s) adjoint(s) : Ralph Post | Entraîneur(s) adjoint(s) : Ralph Post | Entraîneur(s) adjoint(s) : Ralph Post |        |       | : Joueur blessé actuellement | : Joueur blessé actuellement |

## Pologne
| No                                       | Nom                                      | Date de naissance                        | Taille | Poids | Poste                        | Club                         |
| ---------------------------------------- | ---------------------------------------- | ---------------------------------------- | ------ | ----- | ---------------------------- | ---------------------------- |
| 1                                        | Dorota Medyńska                          | 25 avril 1993                            | 170    | 60    | Libero                       | Impel Wrocław                |
| 2                                        | Maja Tokarska                            | 22 janvier 1991                          | 194    | 79    | Centrale                     | Igor Gorgonzola Novara       |
| 3                                        | Karolina Różycka                         | 28 juin 1985                             | 183    | 83    | Réceptionneuse-attaquante    | Yeşilyurt SK                 |
| 7                                        | Joanna Kaczor                            | 16 septembre 1984                        | 191    | 64    | Attaquante                   | Impel Wrocław                |
| 8                                        | Zuzanna Efimienko                        | 8 août 1989                              | 195    | 72    | Centrale                     | Atom Trefl Sopot             |
| 9                                        | Ewelina Sieczka                          | 26 janvier 1988                          | 182    | 68    | Réceptionneuse-attaquante    | Impel Wrocław                |
| 11                                       | Kinga Kasprzak                           | 12 juin 1987                             | 188    | 76    | Réceptionneuse-attaquante    | Guohua Life Shanghai         |
| 12                                       | Milena Radecka                           | 18 octobre 1984                          | 178    | 65    | Passeuse                     | Azerrail Bakou               |
| 13                                       | Paulina Maj                              | 22 mars 1987                             | 166    | 58    | Libero                       | Muszynianka Muszyna          |
| 14                                       | Joanna Wołosz                            | 7 avril 1990                             | 181    | 65    | Passeuse                     | Futura Volley Busto Arsizio  |
| 15                                       | Agnieszka Kąkolewska                     | 18 octobre 1994                          | 197    | 75    | Centrale                     | Impel Wrocław                |
| 17                                       | Katarzyna Skowrońska-Dolata              | 30 juin 1983                             | 189    | 75    | Réceptionneuse-attaquante    | Rabita Bakou                 |
| 18                                       | Katarzyna Konieczna                      | 22 mars 1985                             | 184    | 75    | Attaquante                   | Impel Wrocław                |
| 19                                       | Monika Martałek                          | 14 mai 1990                              | 187    | 72    | Centrale                     | Impel Wrocław                |
|                                          |                                          |                                          |        |       |                              |                              |
| Encadrement technique                    | Encadrement technique                    |                                          |        |       | Légende                      | Légende                      |
| Entraîneur : Piotr Makowski              | Entraîneur : Piotr Makowski              | Entraîneur : Piotr Makowski              |        |       | : Capitaine                  | : Capitaine                  |
| Entraîneur(s) adjoint(s) : Maciej Kosmol | Entraîneur(s) adjoint(s) : Maciej Kosmol | Entraîneur(s) adjoint(s) : Maciej Kosmol |        |       | : Joueur blessé actuellement | : Joueur blessé actuellement |

## Russie
| No                                        | Nom                                       | Date de naissance                         | Taille | Poids | Poste                        | Club                         |
| ----------------------------------------- | ----------------------------------------- | ----------------------------------------- | ------ | ----- | ---------------------------- | ---------------------------- |
| 3                                         | Daria Issaïeva                            | 29 mars 1990                              | 186    | 75    | Attaquante                   | Fakel Novy Ourengoï          |
| 4                                         | Irina Zariajko                            | 4 octobre 1991                            | 196    | 78    | Centrale                     | Ouralotchka Iekaterinbourg   |
| 5                                         | Aleksandra Passynkova                     | 14 avril 1987                             | 190    | 75    | Réceptionneuse-attaquante    | Ouralotchka Iekaterinbourg   |
| 6                                         | Anna Matienko                             | 12 juillet 1981                           | 182    | 68    | Passeuse                     | Dinamo Krasnodar             |
| 7                                         | Svetlana Kryoutchkova                     | 21 février 1985                           | 174    | 63    | Libero                       | Dinamo Krasnodar             |
| 8                                         | Natalia Obmotchaïeva                      | 1er juin 1989                             | 194    | 77    | Attaquante                   | Dinamo Moscou                |
| 10                                        | Iekaterina Pankova                        | 2 février 1990                            | 178    | 64    | Passeuse                     | Zaretchie Odintsovo          |
| 11                                        | Viktoria Tchaplina                        | 23 octobre 1988                           | 188    | 77    | Réceptionneuse-attaquante    | Ouralotchka Iekaterinbourg   |
| 14                                        | Natalia Dianskaïa                         | 7 mars 1989                               | 185    | 64    | Centrale                     | Dinamo Krasnodar             |
| 15                                        | Tatiana Kocheleva                         | 23 décembre 1988                          | 191    | 67    | Réceptionneuse-attaquante    | Dinamo Moscou                |
| 16                                        | Ioulia Morozova                           | 8 janvier 1985                            | 192    | 79    | Centrale                     | Dinamo Moscou                |
| 17                                        | Natalia Malykh                            | 18 décembre 1993                          | 187    | 65    | Réceptionneuse-attaquante    | Zaretchie Odintsovo          |
| 19                                        | Anna Malova                               | 16 avril 1990                             | 175    | 59    | Libero                       | Oufimotchka Oufa             |
| 20                                        | Anastassia Chliakhovaïa                   | 5 octobre 1990                            | 192    | 69    | Centrale                     | Omitchka Omsk                |
|                                           |                                           |                                           |        |       |                              |                              |
| Encadrement technique                     | Encadrement technique                     |                                           |        |       | Légende                      | Légende                      |
| Entraîneur : Iouri Marichev               | Entraîneur : Iouri Marichev               | Entraîneur : Iouri Marichev               |        |       | : Capitaine                  | : Capitaine                  |
| Entraîneur(s) adjoint(s) : Igor Kournosov | Entraîneur(s) adjoint(s) : Igor Kournosov | Entraîneur(s) adjoint(s) : Igor Kournosov |        |       | : Joueur blessé actuellement | : Joueur blessé actuellement |

## Serbie
| No                                          | Nom                                         | Date de naissance                           | Taille | Poids | Poste                        | Club                         |
| ------------------------------------------- | ------------------------------------------- | ------------------------------------------- | ------ | ----- | ---------------------------- | ---------------------------- |
| 2                                           | Jovana Brakočević                           | 4 mars 1988                                 | 196    | 82    | Attaquante                   | Vakıfbank Sport Kulübü       |
| '3                                          | Sanja Malagurski                            | 8 juin 1990                                 | 193    | 75    | Réceptionneuse-attaquante    | Molico/Nestlé Osasco         |
| 4                                           | Bojana Živković                             | 29 mars 1988                                | 185    | 70    | Passeuse                     | İller BBVT                   |
| 5                                           | Nataša Krsmanović                           | 19 juin 1985                                | 188    | 73    | Centrale                     | Rabita Bakou                 |
| 6                                           | Tijana Malešević                            | 18 mars 1991                                | 184    | 73    | Libero                       | PTPS Piła                    |
| 7                                           | Brižitka Molnar                             | 28 juillet 1985                             | 182    | 66    | Réceptionneuse-attaquante    | Atom Trefl Sopot             |
| 9                                           | Brankica Mihajlović                         | 15 février 1990                             | 189    | 64    | Réceptionneuse-attaquante    | Unilever Rio de Janeiro      |
| 10                                          | Maja Ognjenović                             | 6 août 1984                                 | 183    | 68    | Passeuse                     | Impel Wrocław                |
| 11                                          | Stefana Veljković                           | 9 janvier 1990                              | 190    | 76    | Centrale                     | Galatasaray Istambul         |
| 12                                          | Jelena Nikolić                              | 13 avril 1982                               | 194    | 79    | Réceptionneuse-attaquante    | Vakıfbank Sport Kulübü       |
| 13                                          | Ana Bjelica                                 | 9 juillet 1989                              | 190    | 82    | Attaquante                   | PSPS Chemik Police           |
| 16                                          | Milena Rašić                                | 25 octobre 1990                             | 193    | 75    | Centrale                     | RC Cannes                    |
| 18                                          | Suzana Ćebić                                | 9 novembre 1984                             | 167    | 60    | Libero                       | Lokomotiv VK                 |
| 19                                          | Jasna Majstorović                           | 23 avril 1984                               | 181    | 64    | Libero                       | Yeşilyurt                    |
|                                             |                                             |                                             |        |       |                              |                              |
| Encadrement technique                       | Encadrement technique                       |                                             |        |       | Légende                      | Légende                      |
| Entraîneur : Zoran Terzić                   | Entraîneur : Zoran Terzić                   | Entraîneur : Zoran Terzić                   |        |       | : Capitaine                  | : Capitaine                  |
| Entraîneur(s) adjoint(s) : Branko Kovačević | Entraîneur(s) adjoint(s) : Branko Kovačević | Entraîneur(s) adjoint(s) : Branko Kovačević |        |       | : Joueur blessé actuellement | : Joueur blessé actuellement |

## Suisse
| No                                          | Nom                                         | Date de naissance                           | Taille | Poids | Poste                        | Club                         |
| ------------------------------------------- | ------------------------------------------- | ------------------------------------------- | ------ | ----- | ---------------------------- | ---------------------------- |
| 1                                           | Kristel Marbach                             | 14 novembre 1988                            | 180    | 70    | Passeuse                     | Voléro Zurich                |
| 3                                           | Laura Sirucek                               | 5 avril 1990                                | 177    | 70    | Réceptionneuse-attaquante    | VC Kanti Schaffhouse         |
| 4                                           | Elena Steinemann                            | 8 décembre 1994                             | 178    | 68    | Réceptionneuse-attaquante    | VC Kanti Schaffhouse         |
| 5                                           | Martina Halter                              | 9 mai 1994                                  | 190    | 78    | Centrale                     | FC Luzern Volleyball         |
| 6                                           | Patricia Schauss                            | 14 mai 1988                                 | 188    | 77    | Centrale                     | Voléro Zurich                |
| 7                                           | Tabea Dalliard                              | 18 juillet 1994                             | 167    | 62    | Libero                       | NUC Volleyball               |
| 8                                           | Sandra Stocker                              | 26 décembre 1987                            | 186    | 80    | Centrale                     | NUC Volleyball               |
| 9                                           | Nadine Jenny                                | 13 juin 1990                                | 174    | 60    | Libero                       | Voléro Zurich                |
| 10                                          | Stéphanie Bannwart                          | 11 janvier 1991                             | 184    | 80    | Passeuse                     | Smaesch Pfeffingen           |
| 11                                          | Mandy Wigger                                | 4 mai 1987                                  | 191    | 97    | Attaquante                   | Volley Köniz                 |
| 12                                          | Mélanie Pauli                               | 5 mai 1980                                  | 162    | 60    | Libero                       | Volley Köniz                 |
| 13                                          | Inès Granvorka                              | 13 août 1991                                | 177    | 70    | Réceptionneuse-attaquante    | Voléro Zurich                |
| 16                                          | Marina Kühner                               | 26 avril 1991                               | 181    | 65    | Réceptionneuse-attaquante    | Volley Köniz                 |
| 17                                          | Laura Unternährer                           | 11 juillet 1993                             | 177    | 68    | Réceptionneuse-attaquante    | Voléro Zurich                |
|                                             |                                             |                                             |        |       |                              |                              |
| Encadrement technique                       | Encadrement technique                       |                                             |        |       | Légende                      | Légende                      |
| Entraîneur : Svetlana Ilić                  | Entraîneur : Svetlana Ilić                  | Entraîneur : Svetlana Ilić                  |        |       | : Capitaine                  | : Capitaine                  |
| Entraîneur(s) adjoint(s) : Timothy Lippuner | Entraîneur(s) adjoint(s) : Timothy Lippuner | Entraîneur(s) adjoint(s) : Timothy Lippuner |        |       | : Joueur blessé actuellement | : Joueur blessé actuellement |

## Tchéquie
| No                                     | Nom                                    | Date de naissance                      | Taille | Poids | Poste                        | Club                         |
| -------------------------------------- | -------------------------------------- | -------------------------------------- | ------ | ----- | ---------------------------- | ---------------------------- |
| 1                                      | Andrea Kossányiová                     | 6 août 1993                            | 184    |       | Réceptionneuse-attaquante    | VK AGEL Prostějov            |
| 2                                      | Eva Hodanová                           | 18 décembre 1993                       | 189    |       | Réceptionneuse-attaquante    | PVK Olymp Prague             |
| 3                                      | Kristýna Pastulová                     | 22 octobre 1985                        | 197    |       | Centrale                     | Pallavolo Antares            |
| 4                                      | Aneta Havlíčková                       | 22 décembre 1990                       | 190    |       | Attaquante                   | Fenerbahçe Istambul          |
| 5                                      | Julie Jášová                           | 14 septembre 1987                      | 179    |       | Libero                       | TV Fischbek Hambourg         |
| 6                                      | Lucie Smutná                           | 14 avril 1991                          | 180    |       | Passeuse                     | Köpenicker SC                |
| 9                                      | Michaela Monzoni                       | 8 avril 1984                           | 186    |       | Centrale                     | Lokomotiv VK                 |
| 11                                     | Veronika Dostálová                     | 7 avril 1992                           | 170    |       | Libero                       | PVK Olymp Prague             |
| 13                                     | Tereza Vanžurová                       | 4 avril 1991                           | 184    |       | Réceptionneuse-attaquante    | Igor Gorgonzola Novara       |
| 17                                     | Ivana Plchotová                        | 28 octobre 1982                        | 192    |       | Libero                       | Muszynianka Muszyna          |
| 18                                     | Pavla Vincourová                       | 12 novembre 1992                       | 183    |       | Passeuse                     | VK AGEL Prostějov            |
| 20                                     | Michaela Mlejnková                     | 26 juillet 1996                        | 194    |       | Réceptionneuse-attaquante    | PVK Olymp Prague             |
|                                        |                                        |                                        |        |       |                              |                              |
| Encadrement technique                  | Encadrement technique                  |                                        |        |       | Légende                      | Légende                      |
| Entraîneur : Carlo Parisi              | Entraîneur : Carlo Parisi              | Entraîneur : Carlo Parisi              |        |       | : Capitaine                  | : Capitaine                  |
| Entraîneur(s) adjoint(s) : Marco Musso | Entraîneur(s) adjoint(s) : Marco Musso | Entraîneur(s) adjoint(s) : Marco Musso |        |       | : Joueur blessé actuellement | : Joueur blessé actuellement |

## Turquie
| No                                      | Nom                                     | Date de naissance                       | Taille | Poids | Poste                        | Club                         |
| --------------------------------------- | --------------------------------------- | --------------------------------------- | ------ | ----- | ---------------------------- | ---------------------------- |
| 1                                       | Güldeniz Paşaoğlu                       | 25 mars 1986                            | 180    | 67    | Réceptionneuse-attaquante    | Vakıfbank Sport Kulübü       |
| 2                                       | Aslı Kalaç                              | 13 décembre 1995                        | 183    | 73    | Centrale                     | Galatasaray Istambul         |
| 3                                       | Gizem Karadayı                          | 14 janvier 1987                         | 178    | 70    | Libero                       | Vakıfbank Sport Kulübü       |
| 4                                       | Birgül Güler                            | 2 mai 1990                              | 178    | 68    | Passeuse                     | Bursa Büyükşehir Belediyesi  |
| 5                                       | Ergül Avcı                              | 24 juillet 1987                         | 190    | 75    | Centrale                     | Galatasaray Istambul         |
| 6                                       | Polen Uslupehlivan                      | 27 août 1990                            | 190    | 65    | Attaquante                   | Vakıfbank Sport Kulübü       |
| 7                                       | Seda Tokatlıoğlu                        | 25 juin 1986                            | 192    | 80    | Réceptionneuse-attaquante    | Fenerbahçe Istambul          |
| 8                                       | Bahar Toksoy                            | 6 février 1988                          | 190    | 68    | Centrale                     | Vakıfbank Sport Kulübü       |
| 9                                       | Özge Çemberci                           | 26 juin 1985                            | 183    | 70    | Passeuse                     | Eczacıbaşı Istambul          |
| 10                                      | Gözde Sonsırma                          | 26 juin 1985                            | 183    | 70    | Réceptionneuse-attaquante    | Vakıfbank Sport Kulübü       |
| 11                                      | Naz Aydemir                             | 14 août 1990                            | 185    | 68    | Passeuse                     | Vakıfbank Sport Kulübü       |
| 12                                      | Dilara Bağcı                            | 2 février 1994                          | 162    | 62    | Libero                       | Eczacıbaşı Istambul          |
| 16                                      | Büşra Cansu                             | 16 juillet 1990                         | 185    | 69    | Centrale                     | Eczacıbaşı Istambul          |
| 17                                      | Neslihan Darnel                         | 9 décembre 1983                         | 187    | 72    | Attaquante                   | Eczacıbaşı Istambul          |
|                                         |                                         |                                         |        |       |                              |                              |
| Encadrement technique                   | Encadrement technique                   |                                         |        |       | Légende                      | Légende                      |
| Entraîneur : Massimo Barbolini          | Entraîneur : Massimo Barbolini          | Entraîneur : Massimo Barbolini          |        |       | : Capitaine                  | : Capitaine                  |
| Entraîneur(s) adjoint(s) : Ferhat Akbaş | Entraîneur(s) adjoint(s) : Ferhat Akbaş | Entraîneur(s) adjoint(s) : Ferhat Akbaş |        |       | : Joueur blessé actuellement | : Joueur blessé actuellement |